# Catalanisme

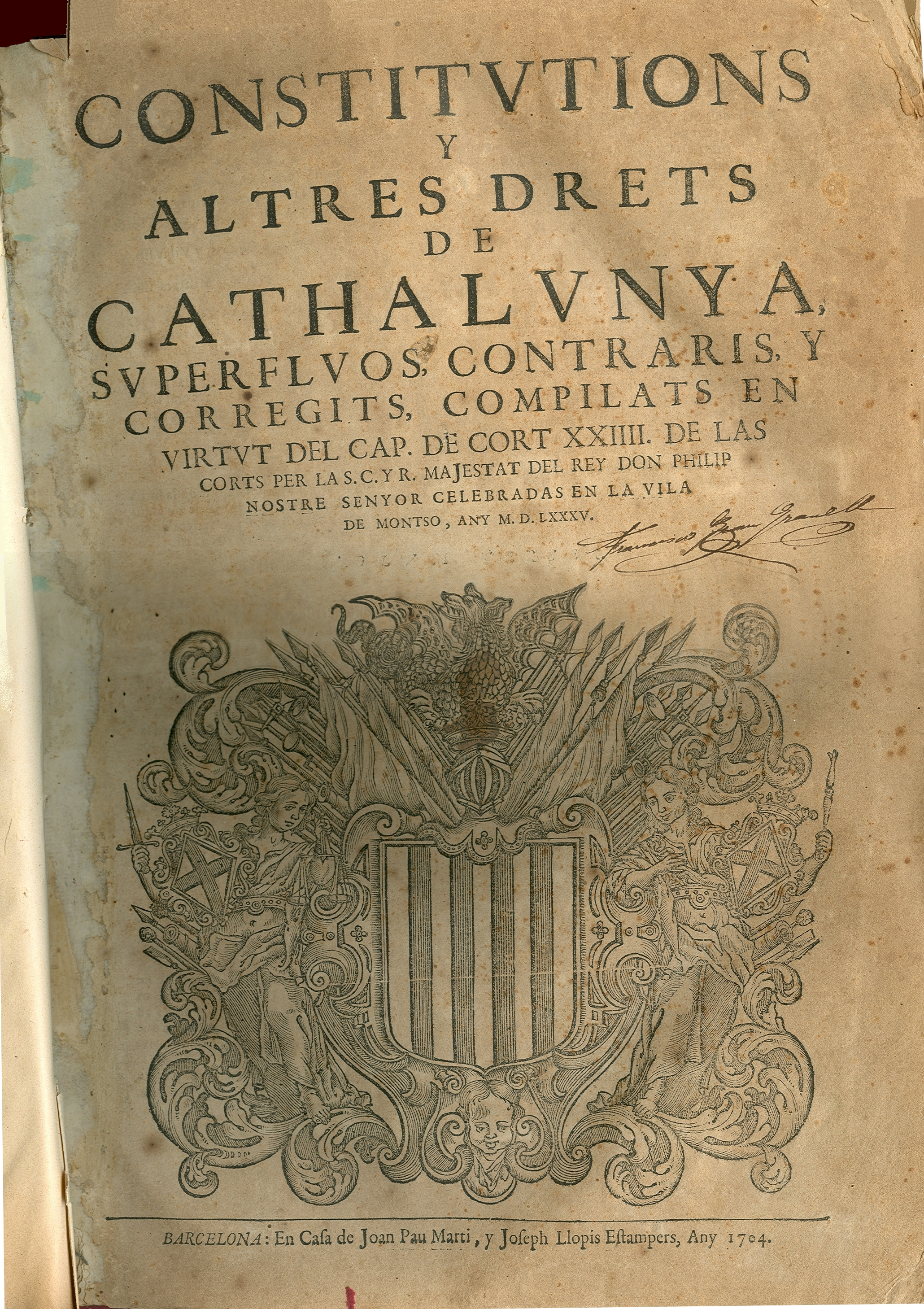
Constitucions de Catalunya (Catalaanse grondwet) uit 1585

Het catalanisme, de Catalaanse beweging of het Catalaans nationalisme is een culturele, politieke en economische stroming en emancipatiebeweging in de Catalaanse landen. Het streeft naar erkenning en bescherming van de Catalaanse taal en cultuur en naar meer politieke rechten.

## 18de eeuw: verval

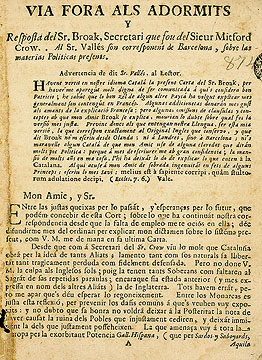
Via fora als adormits

De beweging vindt haar oorsprong in het begin van de 18de eeuw, toen Catalonië na de Vrede van de Pyreneeën in 1659 tussen Spanje en Frankrijk werd opgedeeld en het Catalaans in Noord-Catalonië (oftewel Roussillon) verboden werd. Een halve eeuw later, aan het einde van de Spaanse Successieoorlog (1701-1714), na de val van het kasteel van Cardona, het laatste bastion van verzet, vaardigde Filips V van Spanje het zogenaamde Decretos de Nueva Planta uit, dat in 1716 in het zuidelijke deel de Catalaanse instellingen ophief en het Castiliaans als officiële taal oplegde. De verdringing van het Catalaans gebeurde vanaf toen min of meer actief. Het Huis Bourbon richtte een sterk gecentraliseerde staat op en had tot aan de Spaanse Onafhankelijkheidsoorlog (1808-1814) tegen Napoleon ook een internationale uitstraling en een internationaal prestige, waardoor het Catalaans op de achtergrond geraakte.
Toch voerde de bevolking al in de 18de eeuw enige acties tegen de culturele assimilatie: Via fora als adormits (1734) of de Record de l'Aliança (1736), een brief van de burgers aan George I van Groot-Brittannië waarin ze hem vruchteloos aan het Traktaat van Genua uit 1705 herinnerden. Ook de kerk eiste het recht op in de volkstaal te preken en het klooster van Montserrat bleef een belangrijk intellectueel centrum.

## 19de eeuw: Renaixença
In de 19de eeuw droegen drie factoren bij aan het ontstaan van de Renaixença (heropleving) in de Catalaanse landen: het romantisch nationalisme, de dekolonisering van Zuid-Amerika en de industriële revolutie.
Binnen de Romantiek, een beweging die heel Europa trof, groeide ook een sterke nationalistische stroming, zowel cultureel als politiek: onder meer in België met de Vlaamse Beweging, en de Friese, Finse en Noorse onafhankelijkheidsbewegingen. Overal in Europa doken afscheidingsbewegingen op in de eens grote rijken "waarin de zon nooit onderging". Ook in Zuid-Amerika werd het ene na het andere land onafhankelijk. Anderzijds werd de taal een belangrijk bindmiddel in opkomende nationale bewegingen zoals het risorgimento in Italië met Giuseppe Garibaldi en de Duitse eenwording met Otto von Bismarck.

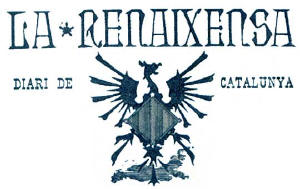
La Renaixensa, het eerste Catalaanse dagblad

Spanje verloor een voor een al zijn koloniën en daarmee internationaal prestige en de bronnen van zijn rijkdom. De dure Spaans-Amerikaanse Oorlog (1898) eindigde in een fiasco. Terwijl de rest van het land agrarisch en klerikaal achterbleef, begon in Catalonië en Baskenland de industriële revolutie. Er ontstond daardoor geleidelijk een welgestelde middenklasse van zelfbewuste burgers die weinig sympathie voelden voor de nog zeer absolutistisch geleide staat met weinig academische en culturele vrijheid.
De beweging was oorspronkelijk vooral cultureel. Vanaf de jaren 1830 ontstonden de eerste Catalaanse en Valenciaanse uitgeverijen. Het carlisme opteerde ook voor een federale monarchie, tegen het centralisme van Ferdinand VII. In 1859 werden de eerste Jocs Florals georganiseerd, een soort landjuweel maar dan wel voor poëzie. Geleidelijk aan kreeg de beweging ook meer en meer een politieke kant. Via het nieuwe dagblad Diari Català riep de advocaat en journalist Valentí Almirall i Llozer in 1880 het eerste Catalanistisch Congres samen, waaraan alle uiteenlopende strekkingen van de jonge beweging deelnamen. Het congres besloot een Centre català (1882) op te richten om de beweging te coördineren. In 1883 volgde het tweede congres, waar steeds meer stemmen opgingen om eigen politieke organen op te richten, buiten de Spaanse partijen. In 1885 werd een eerste Memorie van klachten aan de monarch Alfons XII van Spanje gestuurd. Dit document wordt gezien als de voorloper van het regionalisme en het inspireerde de ideologische beschouwingen van Enric Prat de la Riba. In 1886 publiceerde Almirall zijn Lo catalanisme, tot op heden een standaardwerk voor de Catalaanse beweging. Een van de grondeisen was de wederoprichting van de Generalitat de Catalunya en het herstellen van de autonomie zoals in de periode tussen 1283 en 1714. De conservatieve vleugel van de beweging was weinig enthousiast en reageerde een jaar later met de publicatie van El Regionalisme.
Het lukte niet zo goed tot een eensgezinde beweging te komen en de spanningen tussen de conservatieven, de carlisten en de aanhangers van Almirall namen toe. In 1887 richtten de conservatieven hun eigen Lliga de Catalunya op, met onder meer Narcís Verdaguer i Callís
Prat de la Riba, Lluís Domènech i Montaner, Josep Puig i Cadafalch, Raimon Duran i Ventosa, Àngel Guimerà i Jorge en later ook Francesc Cambó i Batlle, die in het begin van de 20ste eeuw het politieke catalanisme in zijn diverse tendensen richting zouden geven. In 1891 slaagde de Lliga erin een Unió Catalanista op te richten, die partijen, organisaties, kranten en diverse vooraanstaande persoonlijkheden verenigde. In 1892 formuleerden zij in Manresa een gemeenschappelijk manifest Grondvesten voor een regionale Catalaanse grondwet, meer bekend als de Bases de Manresa.
Het Catalaans overleefde in het volkstoneel en de volkspoëzie, maar het Spaans werd een conditio sine qua non voor sociale vooruitgang. De administratie en de universiteiten waren alle eentalig Spaanse instituten. Het zou nog duren tot 1932 voor de taalkundige Pompeu Fabra i Poch de eerste leerstoel Catalaans aan de Universiteit van Barcelona verwierf. Een groeiende groep intellectuelen en schrijvers zorgde ervoor dat de taal opbloeide en niet in een folkloristisch hoekje verkommerde. De Spaanse staat beschikte over te weinig middelen om het onderwijs te versterken en de lokale clerus bleef veelal in het Catalaans onderwijzen.

## 20ste eeuw: vallen en opstaan

### Mancomunitat

Blauwe estelada, embleem van de catalanistische beweging sedert 1918, ontwerp van Vicenç Albert Ballester i Camps

In 1914 ontstond een eerste gemeenschappelijke bestuursorganisatie, de Mancomunitat de Catalunya, samengesteld uit de vier Catalaanse provinciebesturen (Barcelona, Tarragona, Lleida en Girona), onder de leiding van Enric Prat de la Riba (1914-1917) en daarna van Josep Puig i Cadafalch (1917-1925), beiden lid van de Lliga Regionalista. Ofschoon de Mancomunitat geen enkele wetgevende bevoegdheid had, heeft ze toch een belangrijke rol gespeeld in de coördinatie van grensoverschrijdende openbare netwerken (wegen, telefoon, spoorwegen) en de gezondheidszorg. Ook bij de oprichting van technische scholen heeft ze belangrijk werk verricht.
In 1917 werd de Partit Republicà Català opgericht door Francesc Layret en Lluís Companys als voortrekkers, met een centrumlinks federalistisch en republikeins programma. De linkerzijde bleef echter zeer verdeeld: de radicale antiklerikale Alejandro Lerroux García, het anarchosyndicalisme en ten slotte de Unió Socialista, als regionale afdeling van de PSOE.
Francesc Macià i Llussà werd voor Solidaritat Catalana in het parlement verkozen. In 1919 richtte hij de Federació Democràtica Nacionalista op, die streefde naar een Iberische confederatie en een aantal vooruitstrevende politieke en sociale hervormingen. In 1922 richtte hij een nieuwe partij op, Estat Català (Catalaanse Staat). De partij was geïnspireerd op de Ierse onafhankelijkheidsbeweging tegen de Britse overheersing en sprak voor het eerst ondubbelzinnig over onafhankelijkheid, desnoods door gewapende strijd.

### Dictatuur van Miguel Primo de Rivera (1923-1930)
Behalve in het geïndustrialiseerde Baskenland en in Catalonië was Spanje aan het verpauperen. Samen met het militaire conflict met Marokko zorgde dit voor onrust. In september 1923 vestigde Miguel Primo de Rivera een militaire dictatuur en een corporatistische eenpartijstaat.
Ofschoon Primo de Rivera eerst probeerde de rijke Catalaanse bourgeoisie te ontzien, nam hij steeds meer anti-Catalaanse maatregelen, gesteund door militaire gouverneurs en Spaansgezinde kringen. De Mancomunitat en de onderwijsinstellingen die ze opgebouwd had, werden ontmanteld. In het openbare leven werd Spaans de enige toegelaten taal: op ambtelijk niveau, op wegwijzers en naamborden, in het onderwijs, enz. Een groot aantal symbolen en liederen, zoals Els Segadors, werd verboden. De sterk gecensureerde pers en het theater waren de enige uitzonderingen waar het Catalaans nog gedoogd werd. Deze agressieve politiek had een averechtse werking en bracht een zekere radicalisering teweeg. De middenklasse sponsorde nieuwe culturele instellingen en zorgde ervoor dat bijvoorbeeld het Institut d'Estudis Catalans kon voortbestaan, ondanks de afschaffing van alle openbare subsidies. De ontevreden bourgeoisie, het verarmende proletariaat en de wereldvreemdheid van Alfons XIII (die zijn minister Primo de Rivera graag voorstelde als "mijn Mussolini") schiepen een prerevolutionair klimaat. Na de gemeenteraadsverkiezingen van 1931 nam het oproer toe, moest Alfons XIII aftreden en werd de Tweede Spaanse Republiek uitgeroepen.

### Tweede Spaanse Republiek (1931-1939)
In 1931 was de partij Esquerra Republicana de Catalunya erin geslaagd alle fracties aan de linkerzijde van de Catalaanse beweging te verenigen en zorgde zij voor een duidelijke overwinning in de gemeenteraadsverkiezingen. Na harde onderhandelingen met de centrale regering in Madrid werd de Generalitat de Catalunya opnieuw opgericht en kreeg deze een zekere autonomie. Op 6 december 1932 werd het Catalaanse Parlement ingesteld, waarvan Lluís Companys de eerste voorzitter werd. Na het plotselinge overlijden van president Macià op 25 december 1933 werd Companys op 1 januari 1934 door het parlement als opvolger gekozen.
Naast de gematigde beweging bleven andere groepen en partijen naar onafhankelijkheid streven: de Partit Català Proletari, die in 1936 in de Partit Socialista Unificat de Catalunya opging, de vereniging Palestra, de Partit Nacionalista Català en de Agrupació Nacionalista Nosaltres Sols, de enige die zich met het paramilitaire model van de Ierse Sinn Féin identificeerde en de gewapende strijd openlijk beleed.

### Franquisme (1939-1975)

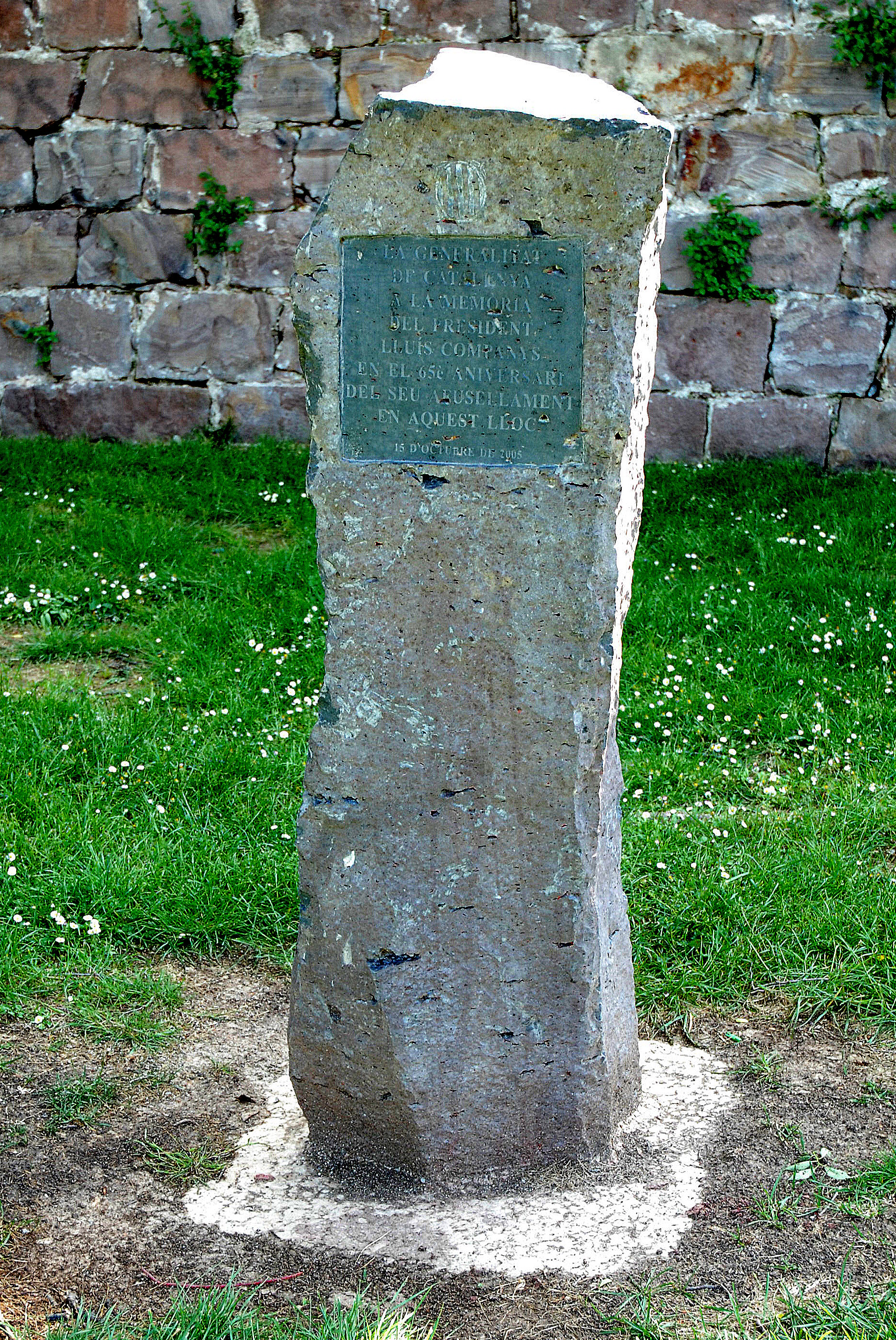
Stele op de plaats waar Lluís Companys werd geëxecuteerd

Ondertussen was het Spaanse nationale leger in 1936 in opstand gekomen tegen de democratische instellingen en begon de Spaanse Burgeroorlog. Na de overwinning van de nationalistische troepen onder leiding van Franco in 1939 en de oprichting van de militaire dictatuur werden de democratische rechten opgeschort. Franco streefde naar een eenheidsstaat met één staatsgodsdienst (het katholicisme), één taal (het Spaans) en één leider. Alle regionale instellingen werden afgeschaft en alle andere talen werden uit het openbare leven en het onderwijs gebannen. Radicaler dan bij zijn voorganger Primo de Rivera, werden ook alle boeken en documenten in andere talen die jonger waren dan 1850 uit de bibliotheken verwijderd en vernietigd. De burgers werden gewaarschuwd: "aangezien alle correspondentie door de militaire censuur gecontroleerd moet worden, ze onder open omslag en in het Castiliaans Spaans moet zijn" en ook dat "alle opschriften, reclame en affiches die in het openbaar zichtbaar zijn in de nationale taal opgesteld moeten worden, zo vormen ze een ware vereenzelviging met de Glorieuze Nationale Zaak".
De eerste twintig jaren van de dictatuur waren vanuit het standpunt van het catalanisme de zwartste uit de recente geschiedenis. De harde repressie, zware gevangenisstraffen, het nationaalkatholicisme, de censuur en het beroepsverbod maakten het leven niet gemakkelijk voor andersdenkenden die achtergebleven waren. De executie op 15 oktober 1940 van de democratisch verkozen president Lluís Companys die naar Frankrijk was gevlucht maar door de Gestapo aan Franco werd uitgeleverd, heeft tot heden de verhoudingen tussen veel Catalanen en de Spaanse Staat verzuurd. Voor heel Spanje wordt het aantal executies door de franquistische milities op tussen 90.000 en 180.000 geschat. Het onderzoek en de inventaris van de massagraven begon pas aan het begin van deze eeuw. In katholieke ziekenhuizen werden de kinderen van republikeinse of Catalaansgezinde moeders bij de geboorte door nonnen geroofd en ter adoptie geschonken – later verkocht – aan conservatieve, Spaansgezinde en gelovige families.
Naast 450.000 burgers waren veel politici en leden van de republikeinse regering naar Frankrijk gevlucht. In Parijs organiseerden zij een regering in ballingschap, de Consell Nacional de Catalunya. Toen de nazi's Frankrijk bezetten, vluchtte de regering naar Londen. Veel van de politieke vluchtelingen in Franse kampen werden naar Duitse concentratiekampen gedeporteerd. President Companys werd na zijn executie door Josep Irla i Bosch opgevolgd. In 1954 nam deze wegens zijn hoge leeftijd ontslag en nam Josep Tarradellas i Joan het voorzitterschap over; zijn tegenkandidaat was Manuel Serra i Moet.
Vanaf het begin van de jaren 1960 werd de dictatuur iets minder hard en durfde de bevolking iets meer, ook in het openbaar. In 1961 werd bijvoorbeeld het katholieke stripblad voor de jeugd Cavall Fort toegestaan, als hulpmiddel bij de catechese. Ook het Klooster van Montserrat bleef een haard van cultureel verzet, waar de zeer devote Franco niet aan durfde tornen. De dichtwerken van Salvador Espriu i Castelló stimuleerden jonge Catalaanse intellectuelen. Catalaans spreken werd een symbool in het verzet tegen de strenge theocratische dictatuur. Al in 1958 ontstond de eerste clandestiene vakbond, Solidaritat d'Obrers Cristians de Catalunya, die in 1961 de C van Cristians liet vallen. Het opkomende massatoerisme bracht het land niet alleen de broodnodige deviezen, maar ook ideeën over vrijheid en democratie, en het regime moest zich, omwille van den brode, iets menselijker tonen.
Toch bleef de repressie hard. Nog in 1974 werd de Catalaanse anarchist Puig Antich geëxecuteerd en verdere executies volgden in het jaar van Franco's overlijden.

### Democratie (1975-)

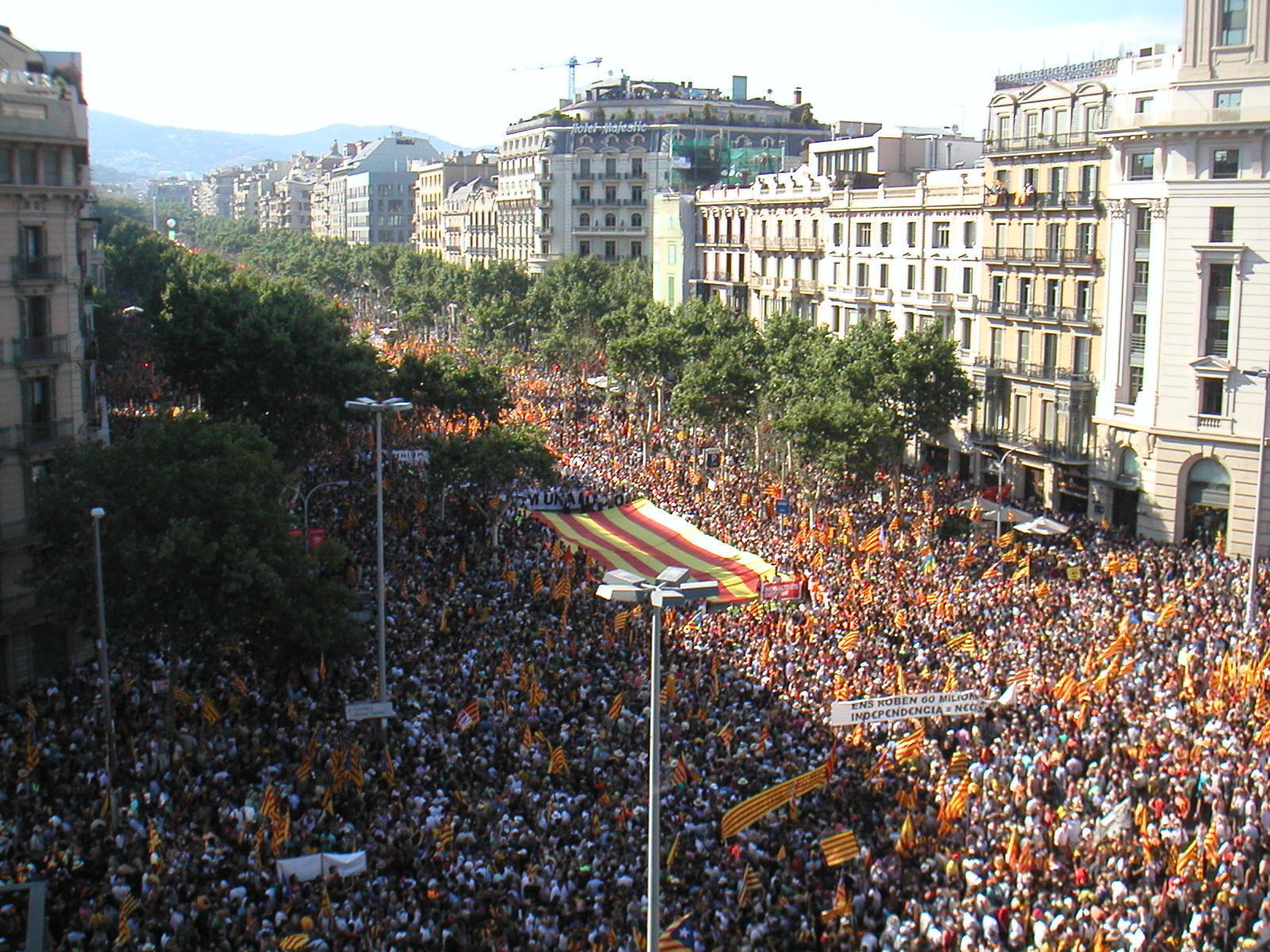
Betoging van 10 juli 2010 op de Passeig de Gràcia in Barcelona

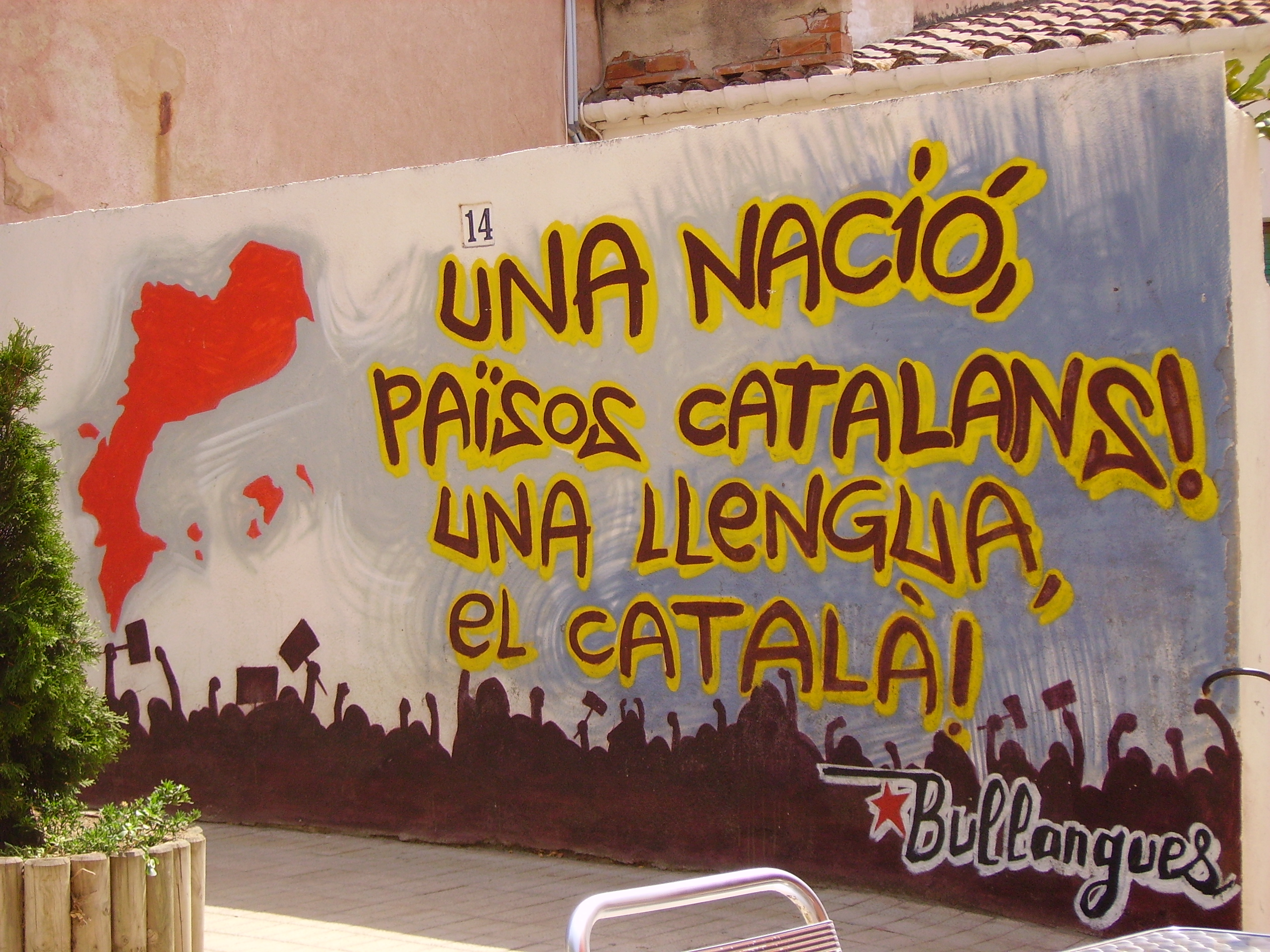
Een muurschildering met eisen in Vilassar de Mar

Na Franco's overlijden op 20 november 1975 begon er een nieuwe, verwarrende periode in Spanje. In afwachting van een nieuwe grondwet herstelde Adolfo Suárez González voorlopig de Generalitat de Catalunya. Josep Tarradellas werd in 1977 de eerste voorlopige voorzitter van de Provinciale Raad van Barcelona. Naar aanloop van de eerste democratische verkiezingen kwam het tot een zekere convergentie tussen de zeer verbrokkelde partijen: de diverse fracties van de socialisten verenigden zich in de Partic Socialista Català (PSC), terwijl de centrumrechtse Convergència Democràtica de Catalunya (CDC) en de Unió Democràtica de Catalunya (UDC) zich in Convergència i Unió verenigden. De laatste gelegaliseerde partij, Esquerra Republicana, bleef zelfstandig. Enkele uiterst linkse catalanistische fracties geraakten niet in het parlement (BEAN, Estat Català, IPC, Nacionalistes d'Esquerra, PSAN). Toen in 1987 de groene partij Iniciativa per Catalunya Verds werd opgericht, waren de catalanistische partijen verdeeld over het hele politieke spectrum. Alleen ter rechterzijde bleef nog plaats voor de conservatieve Spaansgezinde Partit Popular Català.
De situatie werd bekrachtigd door de nieuwe Spaanse grondwet uit 1978, die in een federale staat met een zekere autonomie voor de gewesten en een grondwettelijke bescherming van alle Iberische talen voorzag. Daarna begon een lang en moeizaam proces van normalisatie en onderhandelingen tussen de centrale en de regionale regeringen voor meer autonomie. De drang naar expressie leidde tot een bloei van de literatuur en de muziek. Vooral de rock català met tientallen muziekgroepen tot in het kleinste dorp maakten de cultuur weer populair, ondanks de druk van de even succesvolle culturele opbloei van de movida madrileña, wat leidde tot een hevige concurrentie tussen de Catalaanse en de Castiliaanse cultuur.
Bij veel Catalanen blijft de angst dat hun relatief kleine cultuurgebied door de numeriek sterkere buren en de mondialisering overweldigd zal worden. Niet meer door militair geweld en harde repressie, maar door de macht van het getal en het streven naar kostenbesparing van de multinationale ondernemingen die elke vertaling meer als een nutteloze uitgave beschouwen. Dit sluimerende conflict kwam op groteske manier tot uiting toen in september 2004 de veertienjarige Èric Bertran door een twintig man sterke elite-eenheid van de antiterreurpolitie gearresteerd werd omdat hij met zijn Leger van de Feniks, geïnspireerd op Harry Potter, bij een supermarktketen per e-mail erop had aangedrongen de waren in het Catalaans te etiketteren en had laten weten in geval van weigering met zijn Leger van de Feniks te zullen toeslaan. Zijn ouders werden bedreigd met ontzetting uit de ouderlijke macht. Het kwam tot een proces voor de Audiencia Nacional, het hoogste gerechtshof in Madrid.
Sinds het begin van de 21ste eeuw kent de beweging een zekere radicalisering, ten gevolge van de grote weerstand van de centrale regering uit Madrid tegen meer autonomie voor de gewesten. Sedert het constitutioneel hof het nieuwe Estatut van 2006 danig terugschroefde, gaan steeds meer stemmen op voor onafhankelijkheid. De pas in september 2011 opgerichte vereniging van openbare besturen voor onafhankelijkheid Associació de Municipis per la Independència (AMI) had amper een jaar later al meer dan de helft van de 947 Catalaanse gemeentebesturen achter zich geschaard. Ook de voormalige president van de Generalitat, Jordi Pujol i Soley, die jarenlang een voorzichtige politiek van onderhandelde hervormingen met Madrid had gevoerd, sprak zich begin september 2012 tot veler verbazing nu voor onafhankelijkheid uit. Op 11 september 2012 gingen zo'n anderhalf miljoen mensen in Barcelona de straat op. In 2013 organiseerde de beweging de Via Catalana een mensenketen van 480 km van de Franse grens tot aan het Land van Valencia, waarbij meer dan 1,6 miljoen elkaar de hand reikten.

## Bekende catalanisten
- Francesc Pi i Margall, (1824-1901), filosoof, rechtskundige, socialistisch politicus en de president van de Eerste Spaanse Republiek van 11 juni tot 18 juli 1873.
- Pompeu Fabra i Poch (1868-1948), industrieel ingenieur, lexicograaf en taalkundige, grondlegger van de moderne Catalaanse grammatica en spelling.
- Lluís Companys i Jover (1882-1940), politicus en jurist, 123ste president van de Generalitat de Catalunya
- Maria Aurèlia Capmany i Farnés (1913-1985), schrijfster en politica
- Joan Brossa i Cuervo (1919-1998) dichter, grafisch kunstenaar en theaterontwerper
- Oriol Bohigas i Guardiola, (1925-…), architect en stedenbouwkundige
- Joan Botam i Casals (1926-…), kapucijn, theoloog en catalanist
- Mercè Sala i Schnorkowski (1943-2008), econome en socialistische politica
- Èric Bertran i Martínez (1990-…), schrijver en activist
- Alfred Bosch i Pascual,  schrijver, politicus en geschiedkundige
- Julià de Jòdar i Muñoz, schrijver
- Patrícia Gabancho i Ghielmetti, schrijfster en essayiste
- Josep Maria Terricabras i Nogueras, filosoof en hoogleraar
- Carme Forcadell i Lluís, voorzitster van de Assemblea Nacional Catalana
- David Fernàndez i Ramos , journalist en politicus van de Candidatura d'Unitat Popular

## Catalanistische organisaties
Met uitzondering van de expliciet Spaansgezinde Partit Popular de Catalunya, de kleinere Ciutadans en de over dit thema intern verdeelde Partit dels Socialistes kunnen alle grote politieke formaties in de deelstaat tot de Catalaanse beweging gerekend worden. Hieronder volgt een overzicht van enkele niet-partijgebonden organisaties. 
- Assemblea de Catalunya
- Assemblea Nacional Catalana
- Associació de Municipis per la Independència
- Cercle Català de Negocis
- Crida a la Solidaritat en Defensa de la Llengua, la Cultura i la Nació Catalanes
- Institut d'Estudis Catalans
- Òmnium Cultural
- Sindicat Democràtic d'Estudiants de la Universitat de Barcelona
- Unió Catalanista (1891-1936)